# Aporum prostratum
Aporum prostratum é uma espécie de orquídea epífita de hábito pendente e flores pequenas, que habita o oeste da Malásia.